# Manila (Clarke County)
Manila is een plaats in Clarke County (Alabama, Verenigde Staten). De plaats is gelegen in een bosrijk gebied op 108 meter hoogte.
De bewoning van Manila ligt voornamelijk verspreid aan verschillende zandwegen tussen Gainestown en Suggsvile, waar onder de Manila Road. Het voornaamste gebouw van de plaats is het Wilson-Finch-Mason Log House dat rond 1822 werd gebouwd. In de buurt zou er ook er sprake zijn van een grot, genaamd Manila Cave.